# 武隆前胡
武隆前胡（学名：Peucedanum wulongense）为伞形科前胡属的植物，为中国的特有植物。分布在中国大陆的四川等地，生长于海拔580米的地区，常生于江边小山坡，目前已由人工引种栽培。